# Imperial Beach
Imperial Beach ist eine Stadt im San Diego County im US-Bundesstaat Kalifornien. Das U.S. Census Bureau hat bei der Volkszählung 2020 eine Einwohnerzahl von 26.137 ermittelt. Das Stadtgebiet hat eine Größe von 11,7 Quadratkilometern und befindet sich westlich der Interstate 5 an der California State Route 75, nur 4,5 Kilometer vor der Nordwestgrenze Mexikos. Imperial Beach besitzt mit 450 Metern die längste Seebrücke im San Diego County. 

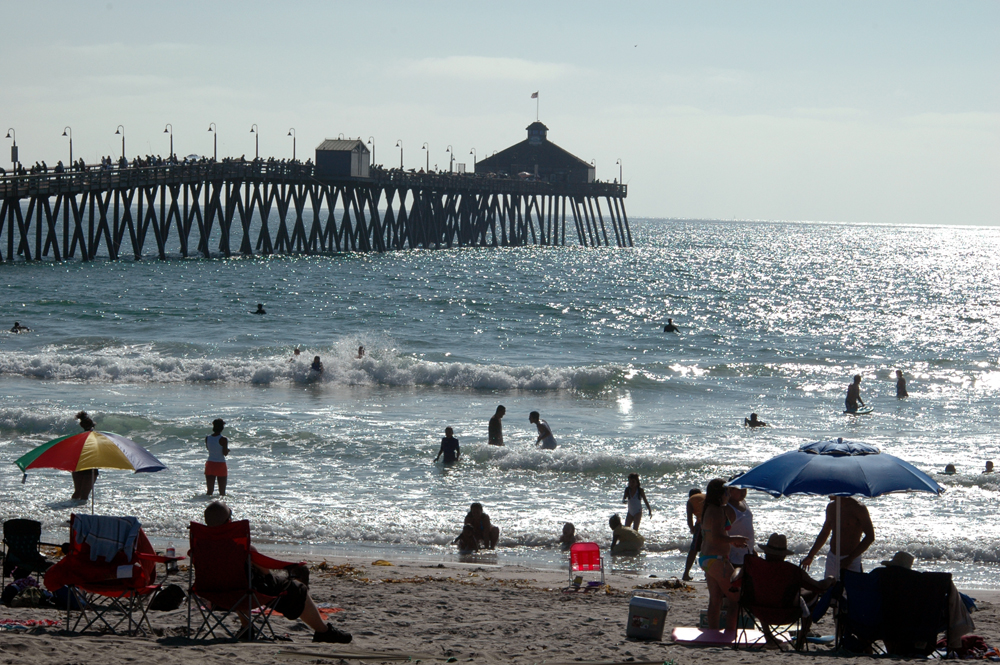
Der örtliche Strand mit der Seebrücke im Pazifik

Nahezu die Hälfte der Einwohner sind Latinos, gefolgt von einem substanziellen ethnischen Anteil von europäischstämmigen Weißen die mehr als ein Drittel aus machen. Andere Bevölkerungsgruppen wie Afroamerikaner und Asiaten stellen Minderheiten dar, entsprechend entfallen nur geringe Prozentsätze der Gesamtbevölkerung auf diese Ethnien.
Imperial Beach war Drehort für die 2007 ausgestrahlte Fernsehserie John from Cincinnati.